# Fédération de Sainte-Lucie de basket-ball
La Fédération de Sainte-Lucie de basket-ball est une association, fondée en 1997, chargée d'organiser, de diriger et de développer le basket-ball à Sainte-Lucie.
La Fédération représente le basket-ball auprès des pouvoirs publics ainsi qu'auprès des organismes sportifs nationaux et internationaux et, à ce titre, Sainte-Lucie dans les compétitions internationales. Elle défend également les intérêts moraux et matériels du basket-ball saint-lucien. Elle est affiliée à la FIBA depuis 1997, ainsi qu'à la FIBA Amériques.
La Fédération organise également le championnat national.